# Francisco Antonio de Monteser
Francisco Antonio de Monteser (Sevilla, c. 1616 - Madrid, 1668), dramaturgo y humorista español del Siglo de Oro.

## Biografía
Francisco Antonio de Monteser y Espinosa (¿1616? - 1668) es uno de los autores teatrales más populares de la segunda mitad del siglo XVII. Se especializó en la comedia burlesca, así como en el género breve. Aunque no se tenga la partida de nacimiento, tuvo que nacer en 1616, ya que en 1632 se le concedió plaza de entretenido de la Armada de la carrera de Indias, cargo que ocuparía seis años más tarde. Su padre era Gaspar de Monteser, juez de la casa de Contratación de Indias, y su madre, doña Ana de Tapia y Vargas. En 1636 mata a D.J. Miranda en la Alameda de Osuna, y tiene su primer hijo, don Francisco Gaspar de Monteser, con su prima doña Antonia de Monteser. En 1638 hace efectiva su plaza de entretenido y embarca en uno de los navíos de guerra. En 1641 es capitán corazas de caballos y acude a pelear ante los franceses a Murcia ante la llamada del Rey. En 1642, toma el hábito de Santiago en Madrid, donde se asienta y empieza a escribir teatro, aunque mantiene un mayorazgo heredado por parte de su abuela paterna en Sevilla. Estrena en 1651 ante los reyes la versión burlesca de El caballero de Olmedo y se le abren las puertas de Palacio donde contará con amigos influyentes como Antonio de Solís. Con este autor y con Diego de Silva, escribe y estrena otra comedia burlesca, La renegada de Valladolid, en 1655. Cuatro años más tarde, estrenará, también ante el Rey, Hipómenes y Atalanta. Comienza su despegue dentro del teatro y escribe múltiples obras breves. En 1660, acompaña al séquito de Felipe IV a la isla de los Faisanes para el enlace matrimonial entre María Teresa de Austria y Luis XIV, ocasión para la que escribe un entremés y un baile: Los locos y El baile del gusto loco. En 1663, se casa en secreto con Manuela de Escamilla, célebre actriz, con la que tiene una hija, Teresa de Monteser. Son años en los que se hace muy popular, por sus composiciones teatrales, sus ingeniosas respuestas, su porte y su atrevimiento. Cruza versos acusatorios con el marqués de Palacios por el impago del entremés de La cortesía, escrito para ser representado en su casa. En 1666 se le concede la pensión de 1000 ducados anuales que tenía una tía suya. Muere en 1668 a manos de un criado del embajador de Portugal. Rebollar Barro, tras dirimir estos aspectos de su vida, procede al estudio de su teatro breve. Profundiza en los distintos géneros usados por el autor, así como en los temas y personajes, en el lenguaje, estilo, elementos de la representación y la métrica, pormenorizando la aparición de cada uno de ellos en las distintas obras.

## Obra
Su obra menor queda editada y fijada en 32 piezas, incluidas aquellos que le han sido atribuidos y que se demuestra que no son suyos. Todo esto comprende una loa: Loa humana del árbol florido, 14 entremeses: La hidalguía, Descuídese en el rascar, Los locos, Los porfiados, El doctor Borrego, El boticario tahúr, La cortesía, El capitán Gorreta, El maulero de su majestad, Las manos negras, Los registros, La tía, Las perdices y Los majaderos, nueve bailes: Los extravagantes, El gusto loco, El loco de amor, Los esdrújulos, El mudo, El letrado de amor, Los ecos, Dos áspides trae Jacinta y El zapatero y el valiente (atribuida también a Alberto Díez y Foncalda); siete mojigangas: La ballena, Los títeres, El martinete del Manzanares, El sitio del Buen Retiro, La manzana, Las naciones y Las dueñas del Retiro y un fin de fiesta: Fin de fiesta para Faetón. 
Como buen hombre de su tiempo, también escribió poesía, recogida de manera dispersa en algunos manuscritos de la época y que quedan recogidos en la tesis doctoral citada.